# Aurora Borealis (spărgător de gheață)

Aurora Borealis este o propunere pentru crearea unui vas de cercetare de tipul spărgător de gheață propusă la nivel european, comparabilă cu cele mai puternice spărgătoare  din lume  planificată în comun de un consorțiu format din cincisprezece organizații participante și companii  din zece națiuni europene. Dacă ar fi construit, va fi cel mai mare spărgător de gheață construit vreodată, precum și primul spărgător construit la cel mai înalt normativ IACS categoria gheață, și clasa Polară 1. 
O caracteristica unică a navei propuse este capacitatea de a efectua foraj marin de adâncime direct de pe calota de gheață. Se propune nava să aibă o durată de viață operațională de 35 până la 40 de ani, zona principală de operațiuni fiind Oceanul Arctic interior. 

## Istorie și fundal

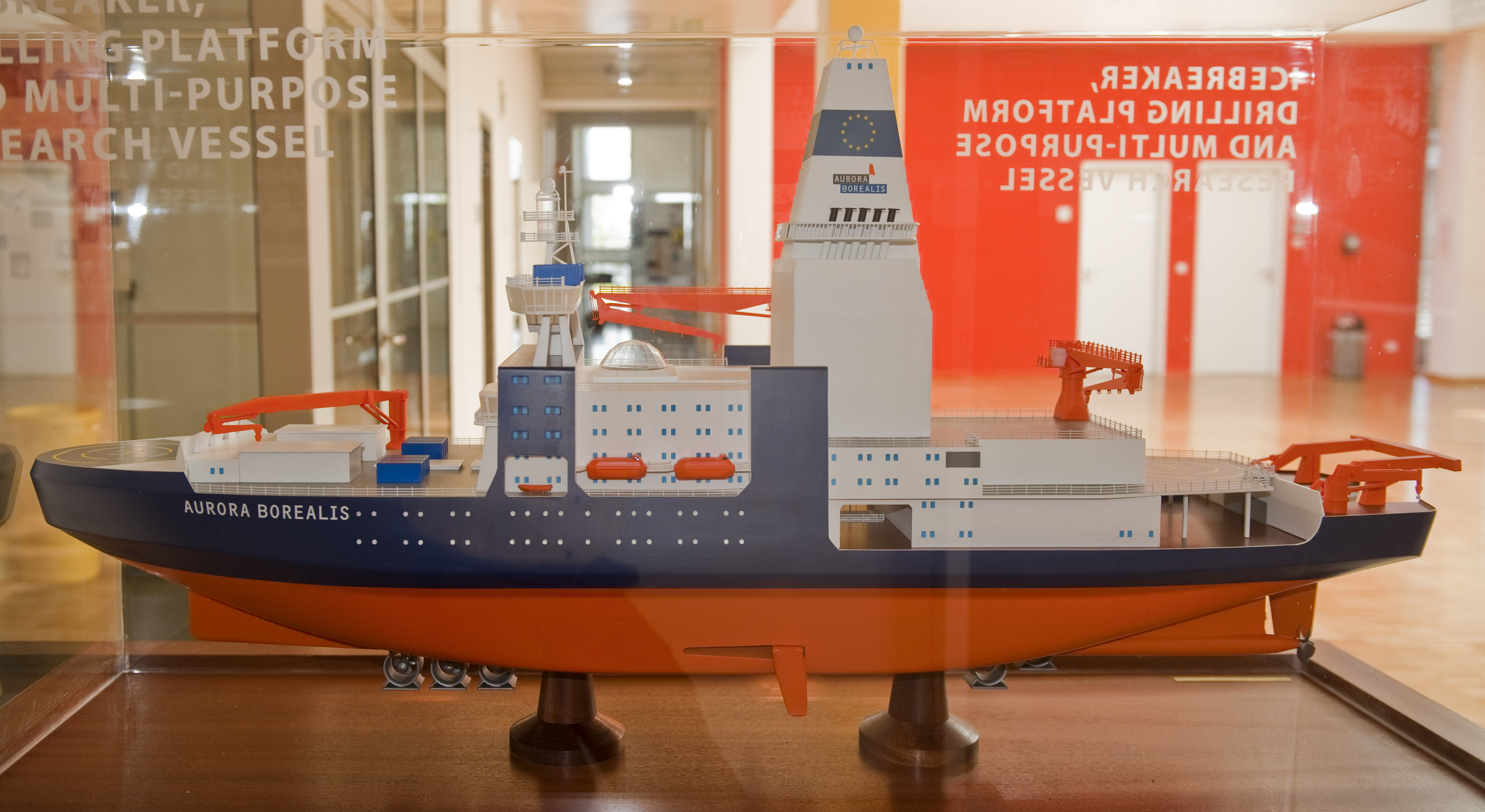
Modelul spărgătorului de gheață european Aurora Borealis.

Planificarea navei a început în 2002.  Proiectul este coordonat de Consiliul Polar European (European Polar Board), un consiliu de experți al Fundației Europene de Științe (European Science Foundation). 
În martie 2007, BMBF (Ministerul Federal al Științei și Educației din Germania ) a finanțat pregătirile pentru Aurora Borealis , centrul de asociere Helmholtz, Institutul Alfred Wegener pentru Polar și Cercetare Marină, care a găzduit acest proiect. 
În 2010, Consiliul German de Știință și Științe Umaniste a încetat să susțină planificarea care a făcut ca viitorul navei de 800 de milioane de euro, proiectat de Schiffko  (în prezent Wärtsilä Ship Design  ), să fie incert.  Proiectul a fost amânat, iar o versiune puțin mai mică și mai ieftină (mai puțin de 500 de milioane de euro), Aurora Slim , a fost sugerată de compania finlandeză de inginerie Aker Arctic . 

## Aurora Slim
Schimbarea cea mai proeminentă de la Aurora Borealis la Aurora Slim este că instalația de foraj izolată nu mai este prezentă.  Omul de știință trebuie să se bazeze pe un sistem mobil și pe foraje mai puține de câteva sute de metri în loc de mai mult de 1,000 metru (3,281 ft)   .  Ea va avea, de asemenea, numai o singură piscină în locul a două ca în conceptul original. 
La fel ca conceptul original, nava este concepută pentru a rupe nivelul de gheață de până la 2,5 metri (8,2 ft)   în grosime.  Cu toate acestea, sistemul de poziționare dinamică a navei mai mici constă din trei 15   Amperoare de azimut MW și două 3.5   Protoni cu arc de mână în loc de trei arbori cu propulsie fixă cu 27   Motoare de propulsie MW și șase 4.5   Proiectori transversali transversali MW.  Numărul și producția generatoarelor au fost, de asemenea, reduse. 

## Participanți
Participanții la proiectul Aurora Borealis sunt listați în tabelul următor. 
| Participant                                                                                  |           | Tara de origine |
| -------------------------------------------------------------------------------------------- | --------- | --------------- |
| Fundația Europeană de Științe                                                                | FSE       | Franța          |
| Institutul Alfred Wegener pentru cercetarea polară și marină din cadrul Asociației Helmholtz | AWI       | Germania        |
| Consiglio Nazionale delle Ricerche                                                           | CNR       | Italia          |
| Programul Național al Ricerche din Antartide                                                 | PNRA      | Italia          |
| Centrul Național de Recherche Scientifique - Institutul Național de Științe L'Univers        | CNRS-INSU | Franța          |
| Institutul de Cercetări Arctice și Antarctice                                                | AARI      | Rusia           |
| Institutul Polaire Français Paul Emile Victor                                                | IPEV      | Franța          |
| Merentutkimuslaitos (Institutul finlandez de cercetare marină)                               | MTL       | Finlanda        |
| Olanda Organizația pentru Cercetare Științifică                                              | NWO       | Olanda          |
| Universitatea din Bergen                                                                     | UIB       | Norvegia        |
| Bundesministerium für Bildung und Forschung                                                  | BMBF      | Germania        |
| Fonds National de la Recherche Scientifique                                                  | FNRS      | Belgia          |
| Institutul Antarctic Bulgar                                                                  | BAI       | Bulgaria        |
| Fundația Antarctica Română                                                                   | DEPARTE   | România         |
| Aker Arctic Technology Inc                                                                   | AARC      | Finlanda        |